# Karolina Šprem
Karolina Šprem (Varaždin, 25. listopada 1984.) hrvatska je tenisačica.
Najveći joj je uspjeh četvrtfinale Wimbledona 2004.

## Vanjske poveznice
- Ajmo K-Lina  Arhivirana inačica izvorne stranice od 2. veljače 2011. (Wayback Machine) - Službena stranica
- Profil na stranici WTA Toura  Arhivirana inačica izvorne stranice od 30. rujna 2009. (Wayback Machine) (engl.)
- ITF profil  Arhivirana inačica izvorne stranice od 27. travnja 2008. (Wayback Machine) (engl.)